# A-52 (Spanje)
De A-52 of Autovía de las Rías Bajas  (Galicisch: Autovía das Rias Baixas) is een autovía in de regio's Castilië en León en Galicië. De autosnelweg loopt van Benavente naar de havenstad Vigo. Het is voornamelijk een verbinding tussen het zuiden van Galicië en Madrid. De weg loopt parallel aan de N-525, en is een autovía op een nieuw tracé wat bij autovía's meestal niet voorkomt. Normaliter zijn autovía's omgebouwde N-wegen. Het traject loopt net ten noorden van de Portugese grens. De gehele route is tolvrij.

## Traject
De snelweg begint aan het knooppunt van de A-6 en de A-66, even ten noorden van de stad Benavente. Vanaf hier loopt de snelweg naar het westen. Deze verbinding wordt vooral gebruikt voor verkeer uit León en Madrid. De weg loopt parallel aan de rivier de Rio Tera. Het landschap bestaat uit agrarisch gebied en bossen. 45 kilometer ten westen van Benavente loopt de A-52 over een zijarm van het stuwmeer van Argavanzal. Hierna volgen vlak bij de weg nog een aantal grote stuwmeren. Het landschap veranderd hier ook, en wordt bergachtiger. De weg loopt door het dal van Sanabria, met aan weerszijden bergketens, zoals de Sierra de la Cabrera tot 2100 meter, en de Sierra de la Culebra tot 1200 meter.
De snelweg loopt verder het gebergte in, met op de grens van Castilië en León en Galicië een bergpas van 1262 meter, de Portilla de la Canda. Hierna komt men in een wat lager gebied, en bereikt men het regionale stadje Verín, waar men in de toekomst de A-75 kan nemen naar Portugal. De grens is hier slechts 11 kilometer vandaan, waar de huidige N-532 aansluit op de Portugese A24 richting Braga en Porto.
Na Verín draait de weg richting het noorden. Na zo'n 65 kilometer bereikt men de Galicische stad Ourense, een stad met 107.000 inwoners, en de eerste grote stad in Galicië. Als men vanaf Madrid komt, is dit zelfs de eerste grote stad op de hele route, een kleine 500 kilometer na Madrid. Na Ourense loopt de weg parallel aan de grote rivier de Río Miño, die verderop de grens vormt tussen Portugal en Spanje. Verderop ligt een 2,5 kilometer lange tunnel.
Het landschap wordt steeds groener, daar Galicië een zeer regenrijk gebied is, te vergelijken met Ierland. Bij Porriño begint de A-55 naar Tuy aan de Portugese grens. Even verderop kruist de A-52 de AP-9, de noord-zuidverbinding van Galicië. Hierna eindigt de A-52 als stedelijke weg in de agglomeratie Vigo, een belangrijke havenstad van 288.000 inwoners.

## Geschiedenis
De aanleg van de snelweg is begonnen in 1994 in de regio Ourense. In 2003 zijn de laatste stukken opgeleverd. De bouw van de weg was niet makkelijk en viel duurder uit dan waarop gerekend was. Vele landverschuivingen en de topografie van het landschap maakten de bouw lastig. Het eerst is het gedeelte van Vigo naar Ourense geopend, in 1998.

## Plannen
In oktober 2007 is een studie afgerond die onderzocht of het mogelijk was de A-52 te verlengen tot in het centrum van Vigo. Dit omvat een 2,8 kilometer lange tunnel en 1430 meter aan viaducten. Per 2009 moeten de werkzaamheden aanvangen. Geschat wordt dat de weg in 2011 voltooid is. Het traject is 10,3 kilometer lang en kost ongeveer 169 miljoen euro.

## Subsecties
| Wegnummer | Verloop                        | Lengte |
| --------- | ------------------------------ | ------ |
| A-52      | Benavente (A-6) - Verín (A-75) | 160 km |
| A-52      | Verín (A-75) - Porriño (A-55)  | 145 km |
| A-52      | Porriño (A-55) - Vigo (AP-9)   | 6 km   |

Autopistas:
AP-1
· AP-2 
· AP-4
· AP-6
· AP-7
· AP-8
· AP-9
· AP-15
· AP-36
· AP-37
· AP-41
· AP-46
· AP-51
· AP-53
· AP-61
· AP-66
· AP-68
· AP-69
· AP-71
· R-1
· R-2
· R-3
· R-4
· R-5

Autovías:
A-1
· A-2
· A-3
· A-4
· A-5
· A-6
· A-7
· A-8
· A-10
· A-11
· A-12
· A-13
· A-14
· A-15
· A-16
· A-19
· A-21
· A-22
· A-23
· A-24
· A-26
· A-27
· A-28
· A-30
· A-31
· A-32
· A-33
· A-34
· A-35
· A-38
· A-40
· A-41
· A-42
· A-43
· A-44
· A-45
· A-48
· A-49
· A-50
· A-52
· A-54
· A-55
· A-56
· A-57
· A-58
· A-59
· A-60
· A-62
· A-63
· A-64
· A-65
· A-66
· A-67
· A-68 
· A-70
· A-72
· A-73
· A-74
· A-75
· A-76
· A-77
· A-80
· A-81
· A-83
· A-91

Regionale Autovías:
· A-92
· A-92G
· A-92M
· A-92N
· A-316
· A-318
· A-334
· A-357
· A-376
· A-381
· A-382
· A-383
· ARA-A1
· ARA-A2
· ARA-A3
· AS-I
· AS-II
· AS-III
· BI-631
· BI-636
· BI-637
· GI-131
· A-636
· CM-10
· CM-40
· CM-41
· CM-42
· CM-43
· CM-44
· CM-45
· A-231
· A-601
· CL-631
· C-13
· C-14
· C-15
· C-16
· C-17
· C-25
· C-31
· C-32
· C-33
· C-35
· C-58
· C-60
· C-65
· EX-A1
· EX-A2
· EX-A3
· EX-A4
· EX-C1
· AG-11
· AG-22
· AG-41
· AG-53
· AG-54
· AG-55
· AG-56
· AG-57
· AG-58
· AG-59
· AG-64
· M-45
· M-406
· M-407
· M-409
· M-501
· M-506
· M-607
· RM-1
· RM-2
· RM-3
· RM-11
· RM-15
· RM-16
· RM-17
· RM-23
· CV-10
· CV-30
· CV-31
· CV-35
· CV-36
· CV-60
· CV-80
· GC-1
· GC-2
· GC-3
· GC-4
· LZ-3
· TF-1
· TF-2
· TF-4
· TF-5
· Ma-1
· Ma-13
· Ma-19
· Ma-20

Stedelijke Autovías
· AC-10
· AC-11
· AC-12
· AC-14
· AI-12
· AI-81
· AI-82
· AL-12
· AL-14
· AV-20
· BA-11
· BA-20      
· B-10
· B-20 
· B-21      
· B-22 
· B-23    
· B-24
· B-30   
· B-40 
· BU-11 
· BU-30 
· CC-11      
· CC-21  
· CC-23 
· CA-31    
· CA-32   
· CA-33   
· CA-34 
· CA-35 
· CA-36 
· CO-31 
· CO-32 
· CT-31   
· CT-32   
· CT-33    
· CT-34        
· CS-22 
· CO-31
· CO-32
· CU-11
· EL-20
· EL-28
· FE-11
· FE-12 
· FE-13
· FE-14
· GJ-10
· GJ-20
· GJ-81
· GR-12
· GR-14
· GR-16
· GR-30
· GR-43
· H-30
· H-31
· JA-12
· JA-14
· LE-12
· LE-20
· LE-30
· LL-11
· LL-12
· LO-20
· LU-11
· M-11
· M-12
· M-13
· M-14
· M-21
· M-22
· M-23
· M-30
· M-31
· M-40
· M-50
· MA-20
· MA-21
· MA-22
· MA-23
· MA-24
· MA-40
· MU-30
· MU-31
· O-11
· O-12
· O-14
· OU-11
· P-11
· PO-10
· PO-11
· PO-12
· PU-11
· SA-11
· SA-20
· S-10
· S-20
· S-30
· SC-11
· SC-12
· SC-20
· SC-21
· SG-20
· SE-20
· SE-30
· SE-40
· SE-50
· SO-20
· T-11
· TO-20
· TO-21
· TO-22
· TO-23
· VA-11
· VA-12
· VA-20
· VA-30
· V-11
· V-15
· V-21
· V-23
· V-30
· V-31
· VG-20
· ZA-11
· ZA-12
· ZA-13
· ZA-30
· Z-30
· Z-32
· Z-40